# Кушма (головной убор)

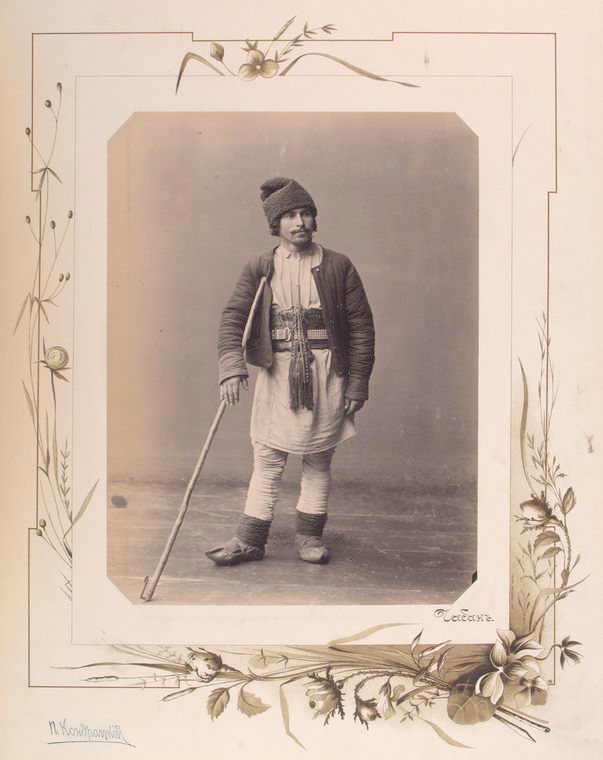
Молдаванин в кушме, 1889 год.

Кушма (молд. кушмэ, cușmă, рум. cușmă, cujmă, căciulă, moțată, венг. kucsma, укр. кучма) — барашковая (овечья) шапка конусовидной или цилиндрической формы.
Распространена на Украине, в Молдавии, Румынии и Венгрии, носится и в наши дни главным образом пожилыми людьми, а также продаётся в качестве сувенира. В Болгарии, Сербии и Северной Македонии схожей формы шапки называются шубарами или калпаками (серб. шубара, šubara, болг. калпак).

## Этимология
Украинское и молдавское название шапки возможно, является тюркизмом (от тюрк. кошма — «овечья шерсть»), или же восходит к праслав. kučьma, связанного с праслав. kuka, праслав. kučerь (этимологически родственно понятию «кучерявый»). Менее вероятная версия происхождения от венг. kucsma (которое, в основном, рассматривается в венгерском языке как украинизм).
Румынское же căciulă происходит от алб. kësulë.

## Изготовление и разновидности
Кушму изготавливают из овечьей шерсти, чаще всего стриженой. Чаще всего используется серая или чёрная шерсть, реже — коричневая.
В Молдавии кушма имеет коническую, сужающуюся к верху форму. В Румынии, Венгрии и на Украине кучма имеет цилиндрическую форму и больше напоминает папаху. Румыны Баната и Олтении, а также сербские влахи носят кушму с нестриженой шерстью. В Марамуреше кушма состоит из круглого верха и цилиндрических полей, из-за чего она больше напоминает шляпу или русскую мурмолку. Южнославянские шубары во многих регионах носят, придавливая верхушку к нижнему краю, что придаёт довольно специфичный вид.
В начале-середине XX века кушма/шубара стала частью зимней военной униформы в Румынии, Болгарии, Сербии, а затем в Королевстве Югославии. Не в последнюю очередь в популяризации шубар в сербской армии сыграли четники, перенявшие её из своей повседневной одежды.
Также, кучмы были частью униформы венгерских гусар. В Российской империи кучма входила в состав униформы гусар до 1803 года, после этого она была заменена кивером. Во Франции кучма, под названием «кольбак» была отличительной чертой армии Наполеона.
Носили эту шапку и в СССР, где она была известна под названием «украинка». Она представляла собой цельномеховую шапку конической формы с закруглённым верхом и изготовлялась из каракуля, особо обработанной тонкорунной и помесной овчины, а также искусственного меха и меха других животных, щипанных и окрашенных в чёрный — кроличьего, выдриного, меха ондатры и морского котика. Необходимым условием мехового верха украинки была однородность цвета, густоты, высоты и блеска. Подкладка была тонкой ватной или же на ватине. Для украинок из искусственного меха верхняя поверхность изготовлялась из трёх клиньев, подкладка — из четырёх.

## В культуре
- Кушма — непременный атрибут Гугуцэ, персонажа молдавских детских книг под авторством Спиридона Вангели. В его честь назван торт, напоминающий кушму по форме[2].
- На Евровидение-2011 в качестве участника от Молдовы пришла группа Zdob și Zdub, выступавшая в огромных и очень высоких кушмах, тем самым поразив зрителей[2].

## Галерея

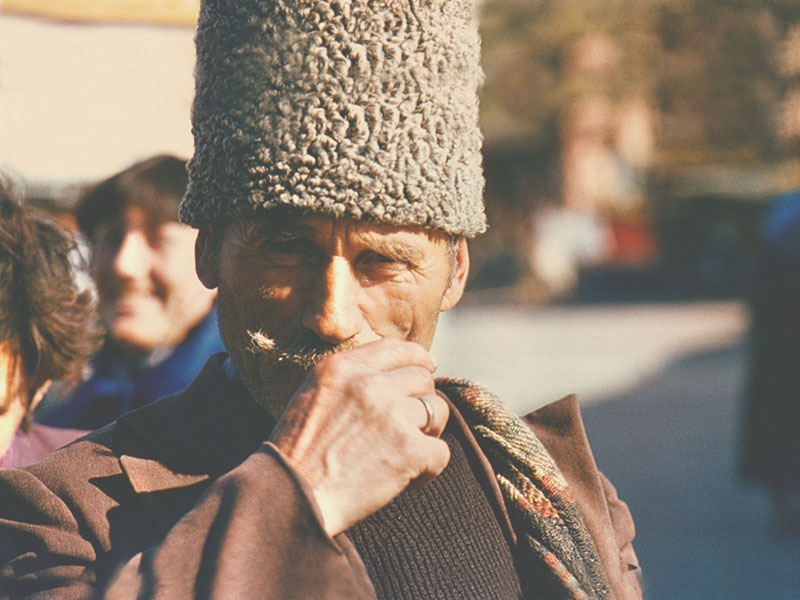
Крестьянин в кушме, Молдавская ССР, 1980-е годы
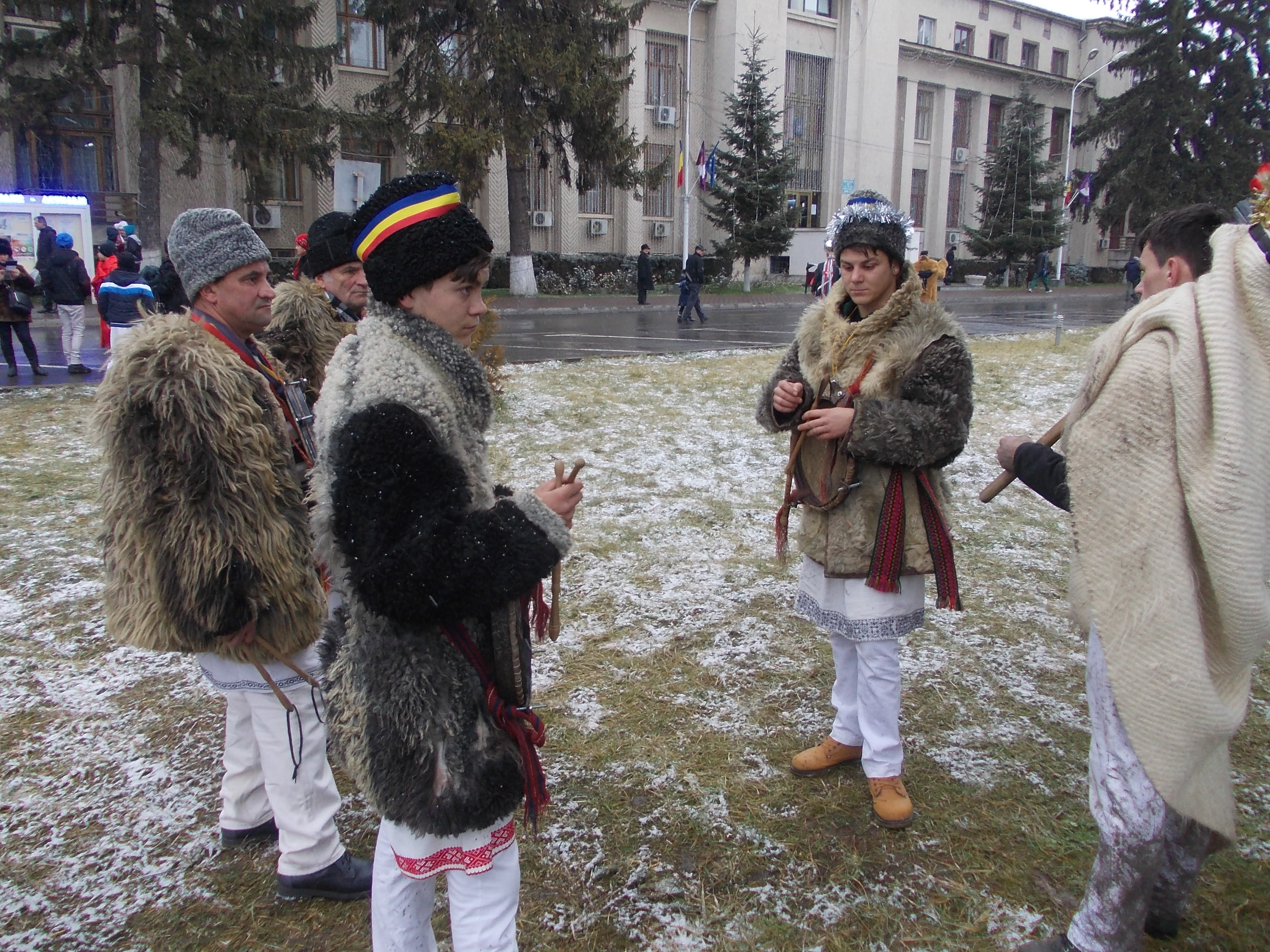
Румынские колядочники в традиционных одеждах.
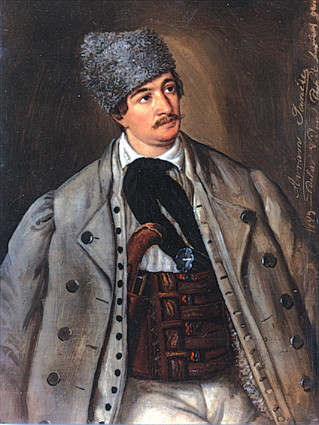
Аврам Янку, на голове — трансильванская разновидность кушмы.
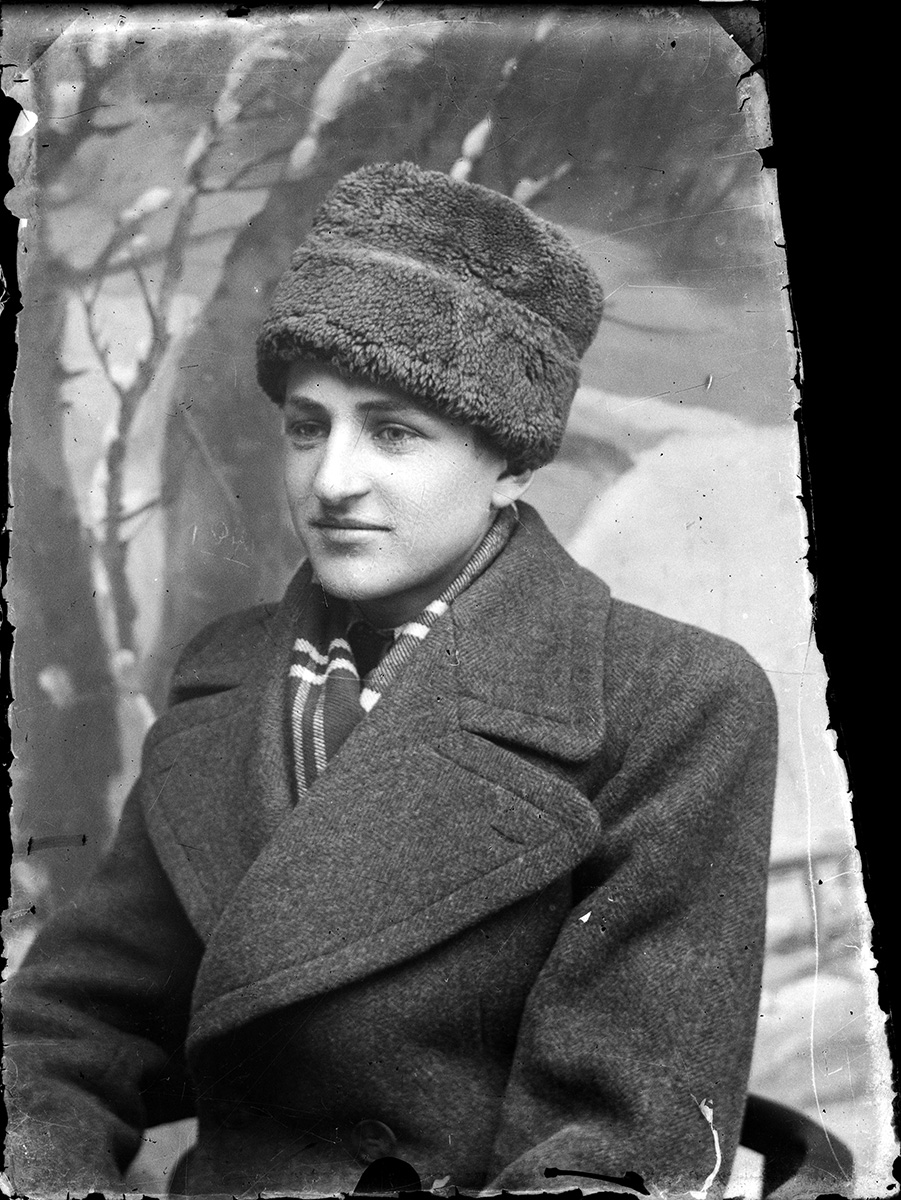
Юноша в кушме, фотоателье Костикэ Аксинте (Слобозия, жудец Яломица, Румыния), начало XX в.
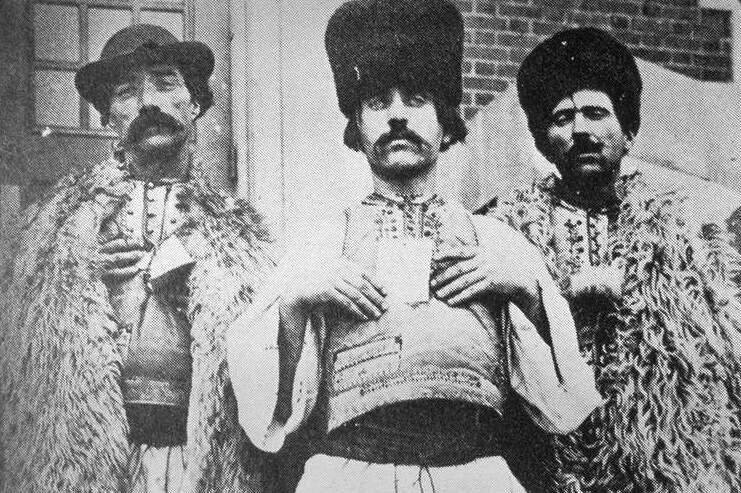
Румынские иммигранты в США.
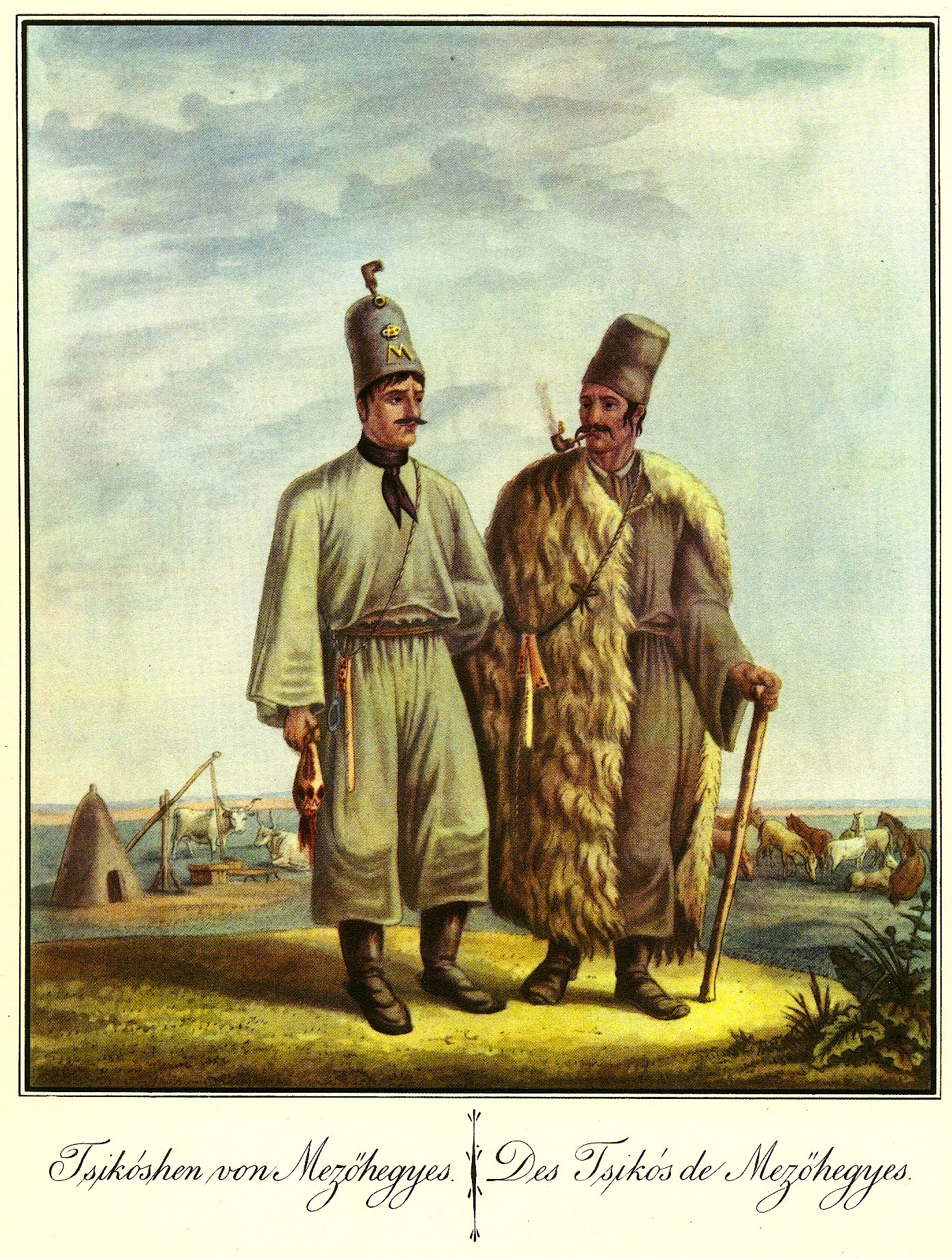
Венгерские пастухи
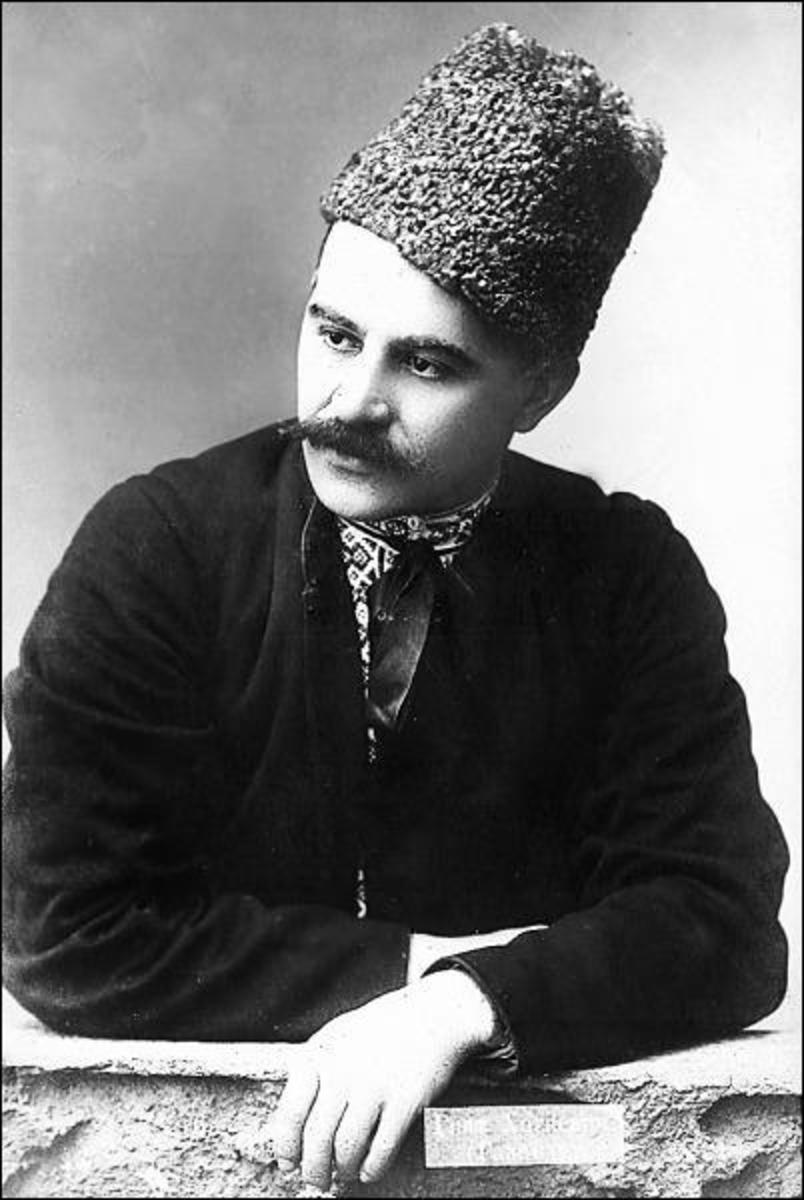
Бандурист Гнат Хоткевич в кучме
Сербский крестьянин в шубаре, обложка журнала L'Illustration, 1915 год
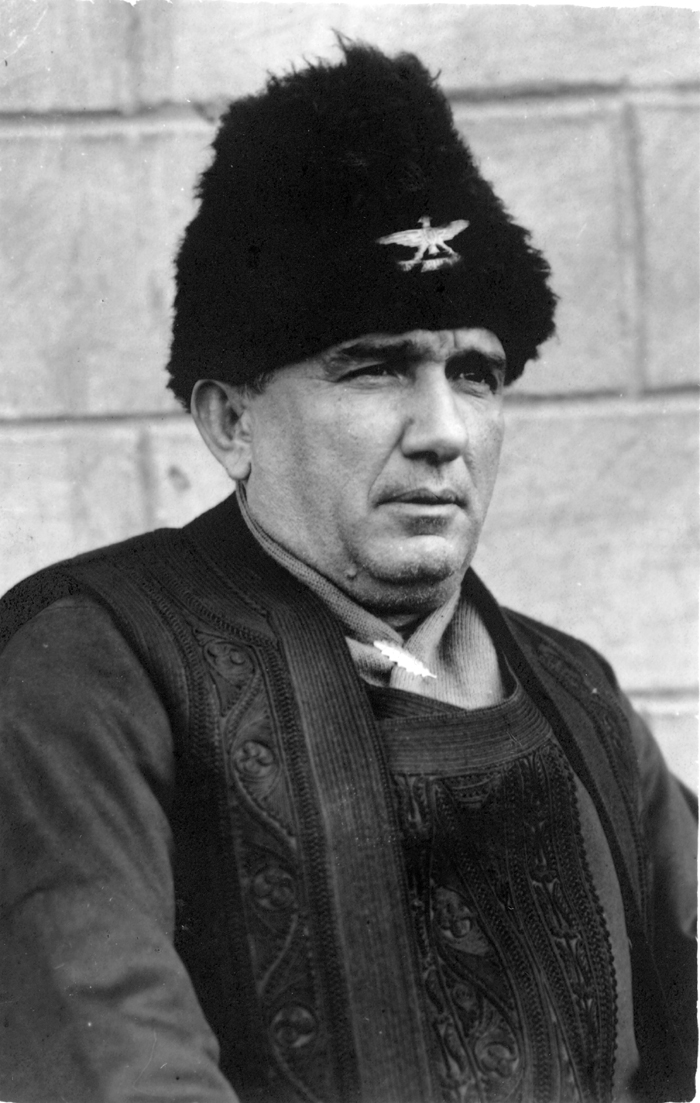
Воевода четников Мирослав Трифунович в шубаре.
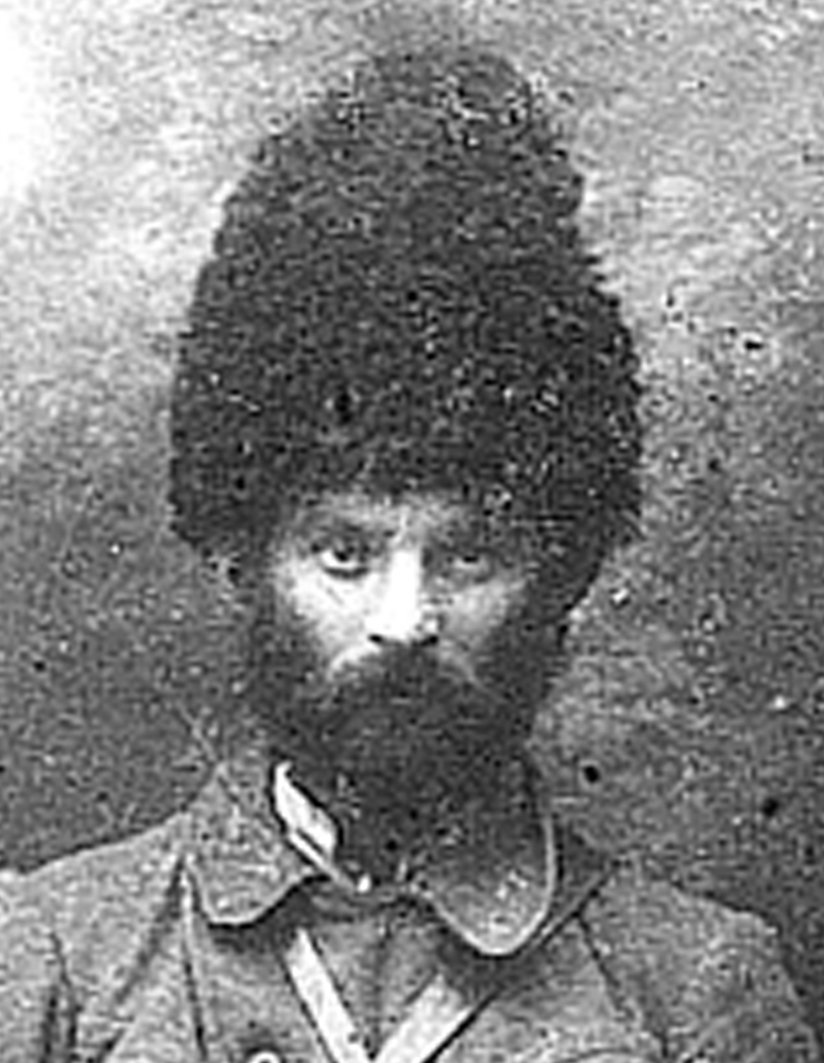
Четник Любомир Йованович в шубаре